# Jilaili Abdestar
Jilaili Abdestar – tunezyjski zapaśnik walczący w stylu wolnym. Srebrny medalista mistrzostw Afryki w 2005 roku.